# Gymnocalycium gaponii
Gymnocalycium gaponii là một loài thực vật có hoa trong họ Cactaceae. Loài này được Neuhuber mô tả khoa học đầu tiên năm 2001.